# Jiří Raška jr.
Jiří Raška (* 10. Dezember 1967, auch Jiří Raška jr.) ist ein ehemaliger tschechoslowakischer bzw. tschechischer Skispringer.

## Laufbahn
Der Sohn und Schüler von Jiří Raška ging für den Verein TJ Dukla Liberec an den Start. Er nahm am 26. März 1983 erstmals am Skisprung-Europacup teil und gewann bei der Junioren-WM 1985 Bronze mit der Mannschaft. Am  12. Januar 1990 gab Raška in Harrachov sein Weltcup-Debüt. Die Vierschanzentournee 1991/92 beendete er auf Platz 54. Bei den Olympischen Spielen 1992 gehörte Raška zur tschechoslowakischen Mannschaft, konnte sich aber nicht qualifizieren. Bei der anschließenden Skiflug-WM ging er am zweiten Tag als Ersatz für den verletzten František Jež an den Start. Da der Wettkampf aber vorzeitig abgebrochen und nur der erste Tag gewertet wurde, blieb Raška ohne Wettkampfpunkte. Knapp eine Woche später konnte er mit der Mannschaft einen vierten Platz in Planica und damit das beste Ergebnis seiner Weltcuplaufbahn erringen. Raška nahm zwar bis Anfang 1994 noch unregelmäßig an Springen in der höchsten Wettkampfserie teil, u. a. in Innsbruck während der Vierschanzentournee 1993/94, erlangte aber keine Punkte. Im Continental-Cup war er bis zum 29. Januar 1995 aktiv. Sein bestes Ergebnis in dieser Kategorie waren ein zweiter Platz am 11. Dezember 1993 in Oberwiesenthal sowie ein dritter Rang einen Tag später in Lauscha. Weitere Podestplatzierungen errang Raška ausschließlich bei unterklassigen Springen. Auf Landesebene nahm er noch bis 1999 vereinzelt an Wettkämpfen teil.
Raška ist gelernte Mechaniker und leitet heute eine Dachdecker- und Klempnerfirma. Außerdem engagiert er sich in der Lokalpolitik.